# 베트남 축구 연맹

베트남 축구 연맹(베트남어: Liên Đoàn Bóng Đá Việt Nam)은 베트남의 축구 협회이다. 국제축구연맹(FIFA)과 아시아 축구 연맹(AFC)에 가입되어 있다. V리그 1, 베트남 축구 국가대표팀 등을 관리한다.

## 같이 보기
- 아시아 축구 연맹
- 아세안 축구 연맹
- 베트남 축구 국가대표팀
- 베트남 여자 축구 국가대표팀
- V리그 1